# Václav Malý (malíř)
Václav Malý, křtěný Václav Jakub (19. února 1874 Praha – 9. října 1935 Praha) byl český malíř a dokumentátor krojů.

## Život
Narodil se na Novém Městě pražském v rodině obchodníka Jakuba Malého a jeho ženy Kateřiny Jirouškové. V letech 1900 až 1906 studoval na Akademii výtvarných umění v Praze u profesorů Brožíka a Schwaigera. Ve své tvorbě se zaměřoval zejména na oblast Chodska a Slovácka.
V roce 1897 uzavřel malíř Václav Malý sňatek s Antonií Horákovou.

## Výstavy

### Kolektivní
- 1944 2. výstava a aukce českých kreseb a akvarelů, Galerie V. Hořejš, Praha
- 1947 Výstava nové bytové kultury v Československu, Dům umění města Brna, Brno
- 1959 Čeští malíři XX. století, Okresní muzeum Děčín - pobočka Rumburk, Rumburk
- 1988 Obrazy, sochy, grafika k 40. výročí února, Středočeská galerie, Praha
  - Pražská nároží 1890 - 1940, Uměleckoprůmyslové museum, Praha
- 2007 České malířství přelomu 19. a 20. století ve sbírce Západočeské galerie v Plzni, Západočeská galerie v Plzni, Plzeň

## Zastoupení ve sbírkách českých galerií a muzeí
- Galerie Středočeského kraje
- Galerie moderního umění v Roudnici nad Labem
- Památník národního písemnictví
- Západočeská galerie v Plzni
- Městská galerie Vysoké Mýto

## Galerie

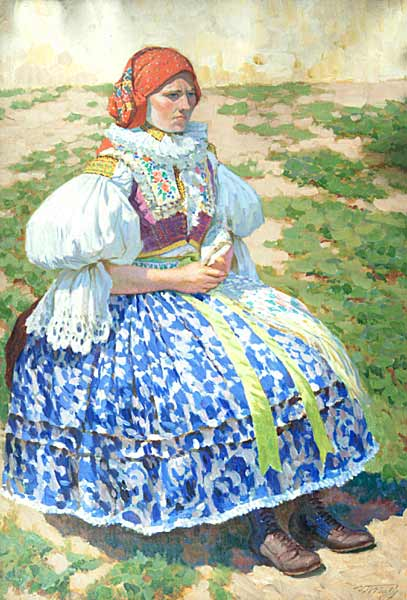
Václav Malý – Děvče v národním kroji
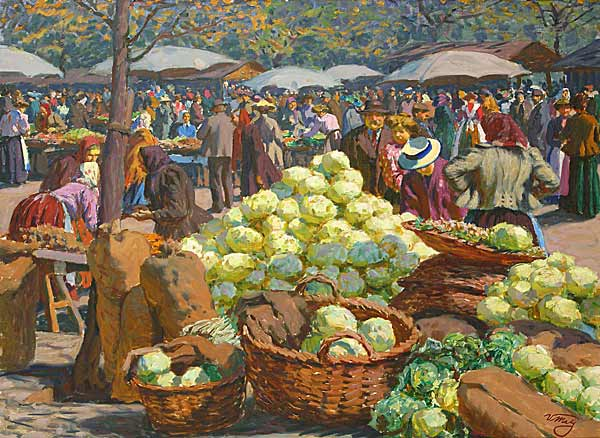
Václav Malý – Zelný trh
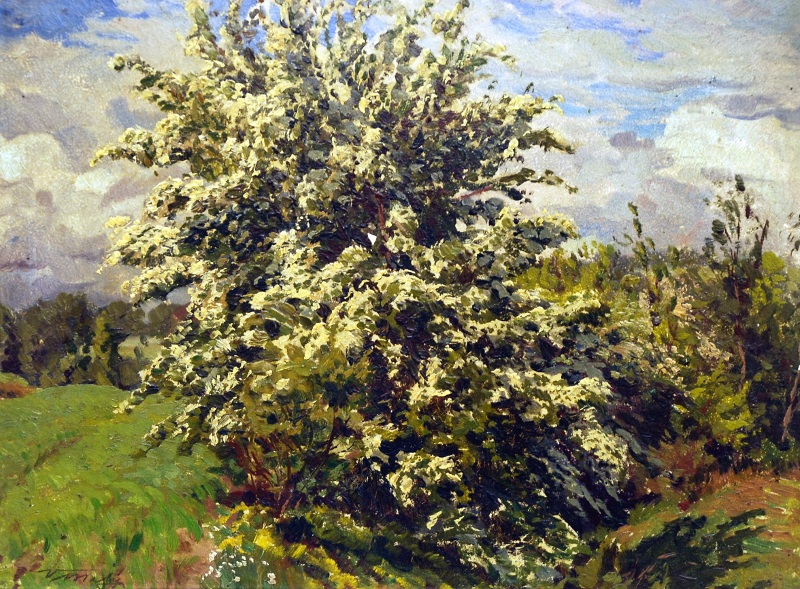
Václav Malý – Letní den
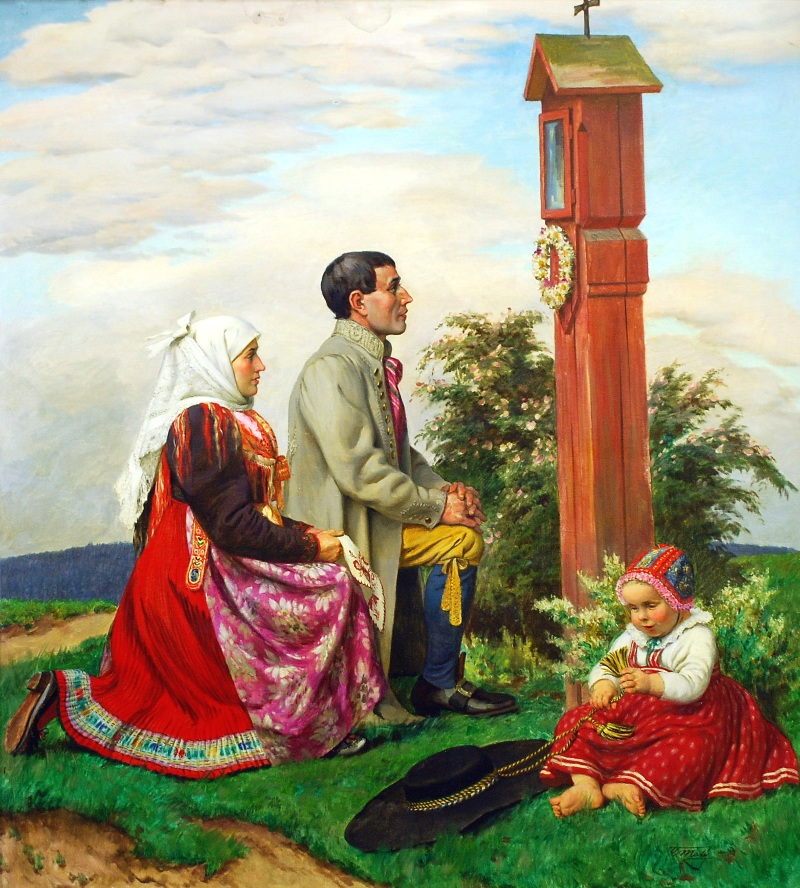
Václav Malý – Modlitba u Božích muk
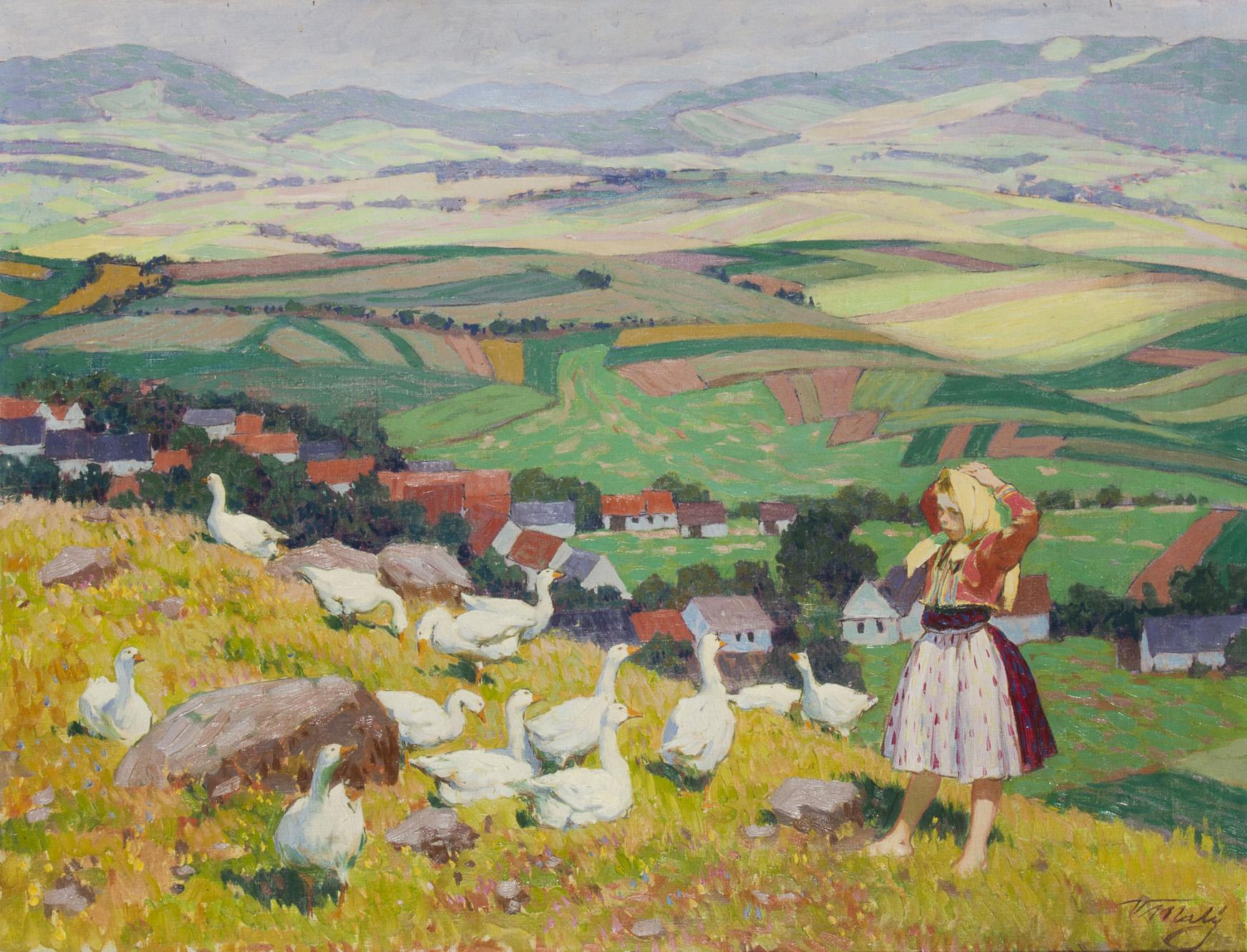
Václav Malý – Pasačka hus